# Рыбный рынок (картина Сорга)
«Рыбный рынок» — картина художника Золотого века нидерландской живописи Хендрика Мартенса Сорга. Написана между 1650 и 1670 годами маслом на дереве 47,5 х 65 см. В настоящее время находится в Рейкмюсеуме в Амстердаме (инв. SK-C-227).  

## Описание
На картине, написанной в бытовом жанре, изображена рыночная площадь средневекового города, где ведётся торговля морепродуктами. На переднем плане слева сидит продавщица с корзинами, полными рыбы, одну из которых она протягивает покупателю. Рядом с ней на земле также лежат разные виды рыб. За ней — крытая палатка с двумя женщинами: одна из них чистит рыбину, вторая подсчитывает монеты. Справа старый рыбак продаёт с тачки мидии. На втором плане виднеется другой рыночный павильон, на заднем плане — дома Роттердама. Слева художник изобразил рыбака и аиста (в некоторых европейских городах на рыбных рынках держали одомашненных аистов с подрезанными крыльями, чтобы после закрытия торговли птицы могли подчищать площадь).
Подпись автора — на лодке внизу слева HM. Sorgh. В настоящее время картина находится в Национальном художественном музее Рейкмюсеум в Амстердаме.

Художник неоднократно обращался к теме рынка, торговли и рыночной площади и часто писал их. Некоторые работы выполнены в той же стилистике и в том же ракурсе, что и «Рыбный рынок». Картины находятся в разных музеях мира.

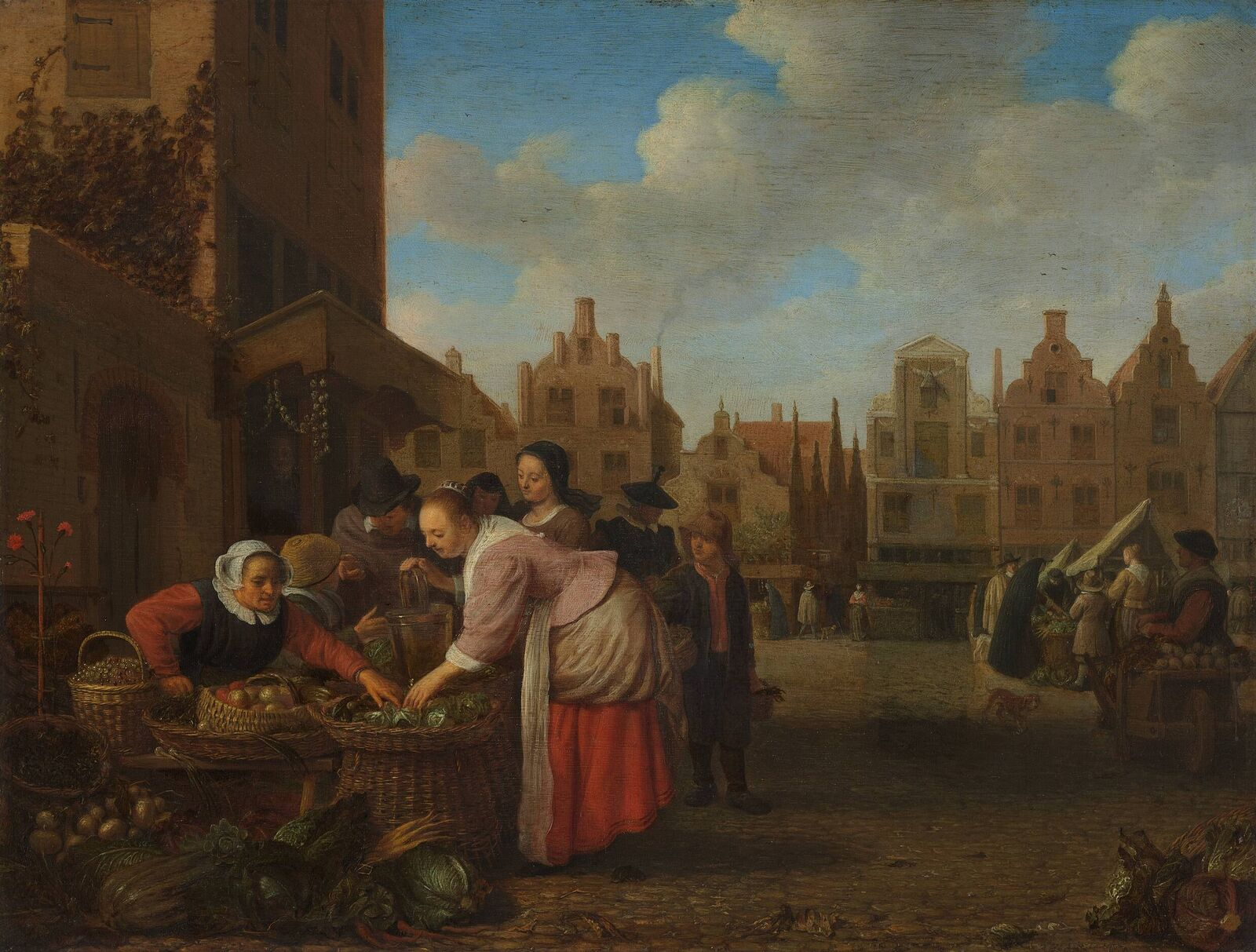
Большой рынок в Роттердаме. 1654. Дерево, масло. 30,5 х 40 см. Музей Бойманса-ван Бёнингена, Роттердам. Инв. № 1818 (ОК)
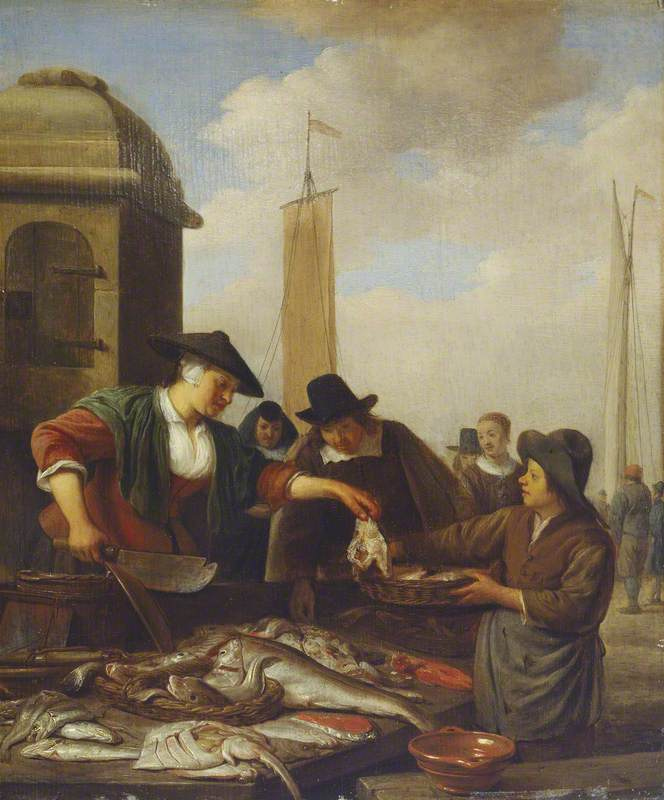
Рыбный прилавок у гавани. Ок. 1660. Дерево, масло. 31.2 x 26.2 см. Манчестерская художественная галерея. Инв. № 1979.500
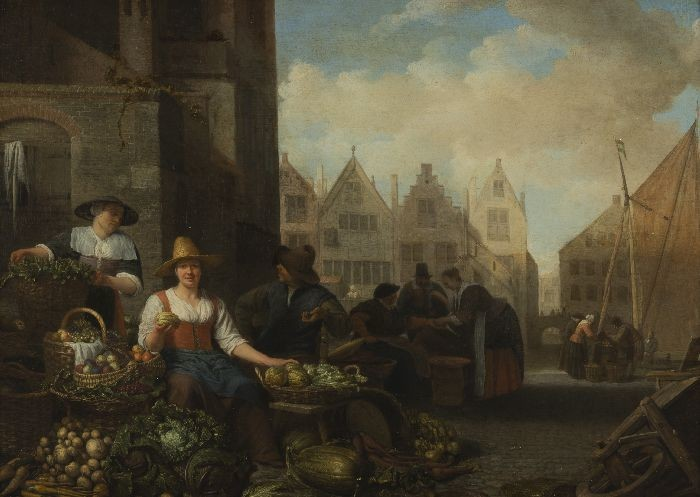
Овощной рынок. 1662. Дерево, масло. Музей Роттердама. Инв. № 11744